# The Trees
The Trees är en låt av Rush. Låten släpptes som singel och återfinns på albumet Hemispheres, utgivet 1978. Låtens musik komponerades av basisten/sångaren Geddy Lee och gitarristen Alex Lifeson, medan texten skrevs av trummisen Neil Peart.
Rush spelade låten 855 gånger live.